# Tommy Ryan
Tommy Ryan (* 31. März 1870 in Redwood, New York als Joseph Youngs; † 3. August 1948 in Van Nuys, Kalifornien) war ein US-amerikanischer Boxer und Boxtrainer.

## Karriere
Ryan wurde 1887 Profi im Bare-knuckle-Boxen im Leichtgewicht.
1893 begann er im Weltergewicht eine Serie von fünf Kämpfen (nebst einem Schaukampf) mit „Mysterious“ Billy Smith. Die ersten beiden Kämpfe endeten unentschieden. Der dritte, held in Minneapolis, war ein Kampf um Smiths Weltmeistertitel im Weltergewicht. Nach zwanzig Runden wurde der Kampf durch die Polizei abgebrochen. Ryan, der zu diesem Zeitpunkt nach Punkten führte, wurde zum Sieger und neuen Weltmeister erklärt.
Er schlug „Nonpareil“ Jack Dempsey vorzeitig, verlor dann aber gegen seinen Intimfeind und Ex-Sparringspartner Charles McCoy.
Ab 1898 boxte er im Mittelgewicht, wo er ebenfalls den WM-Titel gewann und bis zu seinem Rückzug 1907 hielt, was bis heute ein Rekord ist.
1991 fand Ryan Aufnahme in die International Boxing Hall of Fame.